# عتيقة كروية عميقة
عتيقة كروية عميقة (الاسم العلمي:Archaeoglobus profundus) هي نوع من العتائق تتبع جنس العتيقة الكروية من فصيلة العتيقية الكروية.